# Friedrich-Ebert-Straße 9
Das Wohnhaus in der Friedrich-Ebert-Straße 9 ist ein Bauwerk in Darmstadt-Eberstadt.

## Geschichte und Beschreibung
Das Wohnhaus wurde im Jahre 1914 vom Architekten und Bauherrn Jan Hubert Pinand geplant.
Zu den expressionistischen Details gehören unter anderem die Rautenmuster der Fenstersprossen, das halbrunde Oberlichtfenster über der Eingangstür und die durch die Dachfläche hindurchgeschobene Eingangsfassade.
Die Rückfront des Hauses ist entsprechend der Vorderfront harmonisch gestaltet.

## Denkmalschutz
Das Wohnhaus ist ein typisches Beispiel für den frühen expressionistischen Baustil in Darmstadt.
Das Wohnhaus ist aus architektonischen, baukünstlerischen und stadtgeschichtlichen Gründen ein Kulturdenkmal.